# Microcefàlia
La microcefàlia és un trastorn neurològic en el qual la circumferència del cap és més petita que la mitjana per a l'edat i el sexe de l'infant. La microcefàlia pot ser congènita o pot ocórrer en els primers anys de vida. El trastorn pot provenir d'una àmplia varietat de condicions que provoquen un creixement anormal del cervell o de síndromes relacionats amb anormalitats cromosòmiques.
Les persones amb microcefàlia neixen amb un cap de mida normal o reduïda. Posteriorment, el cap deixa de créixer mentre que la cara continua desenvolupant normalment, el que produeix un aspecte amb el cap petit, la cara gran, un front en retrocés i un cuir cabellut tou i sovint arrugat.